# Mesclum
El mesclum és una barreja de brots i de fulles, d'almenys cinc varietats diferents, de plantes de l'hort que es consumeixen en amanida (lletuga, herba dels canonges, ruca, xicoira, radicchio, escarola, enciam escaroler).

## Històric
El mesclun va ser inventat per monjos del monestir de Cimiez (els pares franciscans) de Niça.
Sembraven a eixam una barreja de granes, lo mesclum. El costum era d'oferir als pobres els plants que ells desdoblaven i que emportaven a una esportola (canastra amb ansa, de vim en forma de capelina capgirada).

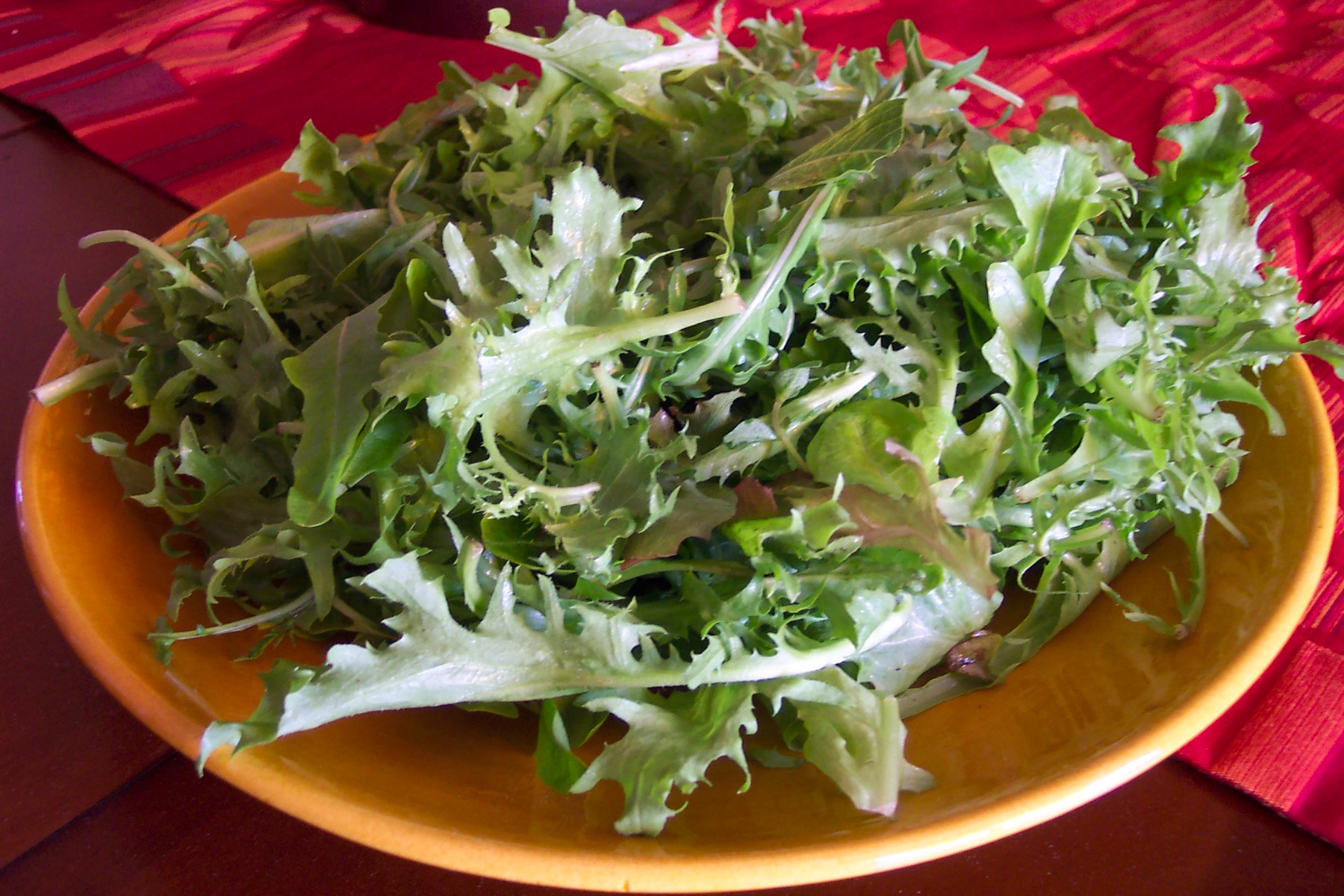
Mesclum natura

El 10 de juliol de 1924, a París, Philippe Tiranty i Paul Gordeaux, reunits amb nombrosos amics al Porc d'Or (un cèlebre restaurant de La Villette), van decidir de crear el Foyer (la llar) de les Amitiés niçoises, i de dir-ne Lo mesclum. Per aquests humoristes i humanistes, aquesta expressió significava la vertadera convivència.

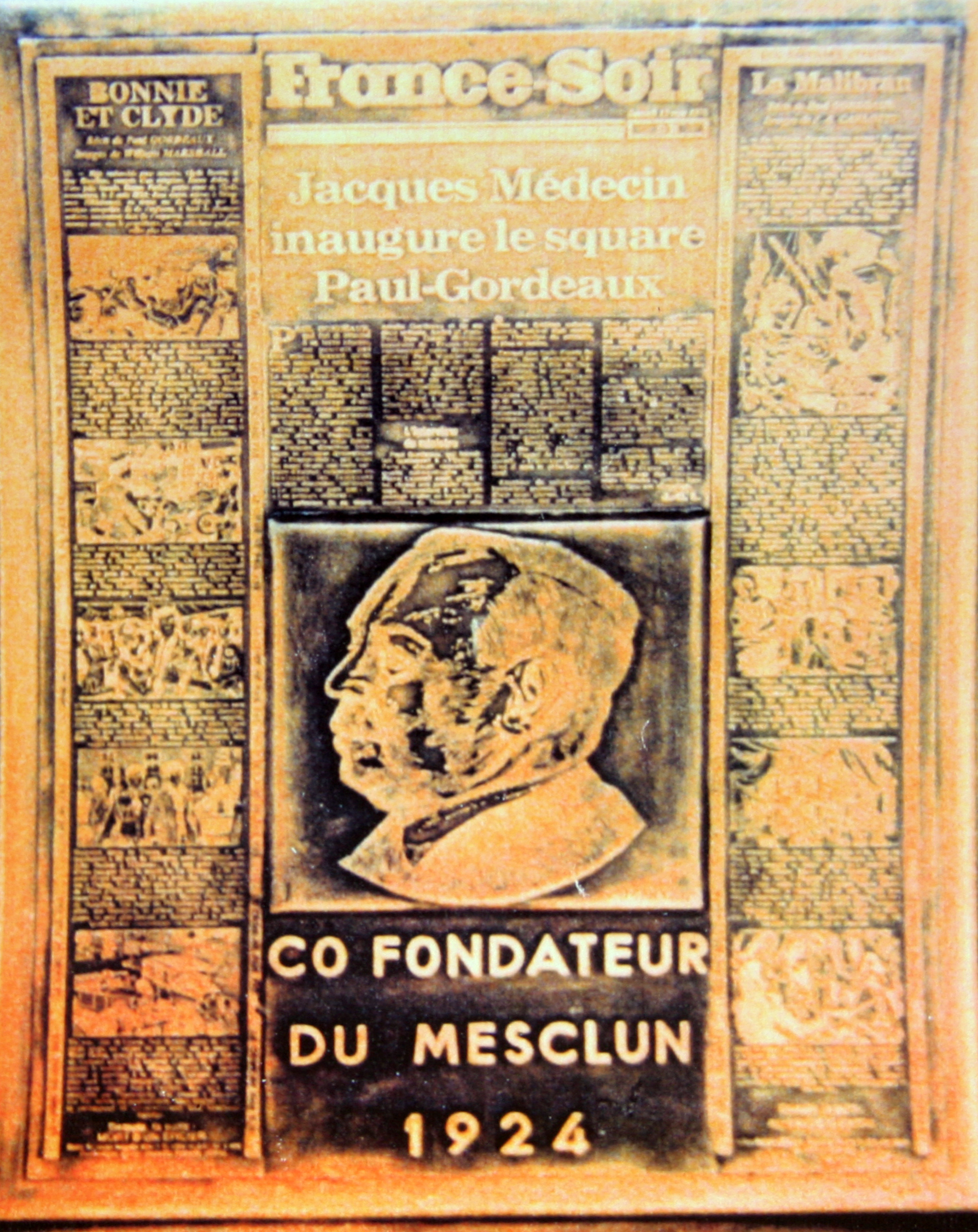
Estela de Paul Gordeaux, enquadrada del Crime ne paie pas i dels Amours Célèbres, cofondador de Lou Mesclun, el 1924, obra de Michel Jarry, escultor niçard.

Gordeaux, sempre llest a retre servei als seus compatriotes (o estrangers, com Marcel Pagnol de Marsella), en dificultat a la capital francesa, era sobrenomenat el Cònsol de Niça a París (Arxius de Nice-Matin).
En aquesta època, el mot mesclum era desconegut del públic. Calia ser niçard per a saber que temps era temps els monjos de Cimiez donaven aquest nom a una barreja (mesclum, en occità) d'amanides de sentors diverses, les unes suaus, les altres amargues, provinents de l'hort monàstic. El conjunt era d'un gust exquisit que el feia preat pels gurmets. Avui, l'amanida de mesclum figura al menú dels restaurants gastronòmics francesos.

## Preparació
Es prepara, sigui amb assenyaladament lletuga, herba dels canonges, de la ruca, xicoreia, radicchio, escarola, enciam escaroler dit trocadero o francès, a les quals es pot afegir del pixallits, brots d'espinac, de verdolaga i plantes aromàtiques. La barreja d'amanides ha de comportar un mínim de cinc varietats per a tenir a la denominació. L'avantatge del mesclum a l'hort, és que se sembra en una erola i els brots frescos es van tallant a mesura que tornen a créixer, donant així una collita sempre renovada.
Aquesta barreja, lleugerament amarga, es pot servir simplement regada d'uraig d'oli d'oliva, però també perfumat amb fines herbes i all.

## Acord plat / vi
Tradicionalment, s'aconsell d'acompanyar aquesta amanida o d'un vi rosat (tavel (AOC), de Gigondèç (AOC) o Costers de Provença (AOC), sigui d'un vi blanc de Castèunòu de Papa (AOC) o un vi de pays d'Oc Sauvinhon, o bé d'un vi negre tal com calvi (AOC) on arbois (AOC).